# Шевченко Марта Онуфріївна
Марта Онуфріївна Шевченко (Кузьменко) (нар. 4 листопада 1944, м. Коломия) — українська бандуристка, педагог, керівник капел бандуристів, заслужений працівник культури України (1998), член Національної Спілки Кобзарів України, м. Івано-Франківськ.

## Життєпис
Народилася в сім'ї священика. В 1945 переїхала до м. Івано-Франківська у зв'язку з направленням батька на парафію. Тут у 1961 закінчила середню школу й одночасно музичну школу по класу фортепіано. В 1961—1966 навчалася у Івано-Франківському музичному училищі ім. Дениса Січинського по класу бандури. З 1963 працювала в дитячому садочку на посаді музичного керівника паралельно з навчанням. Після закінчення музичного училища працювала на посаді акомпаніатора та викладача по класу бандури (за сумісництвом), на кафедрі музики в Івано-Франківському педагогічному інституті ім. В. Стефаника. У цьому закладі в 1972 закінчила (заочно) музично-педагогічний факультет.
У 1971—1972 працювала в м. Бурштин керівником ансамблю бандуристів Палацу культури «Прометей» Бурштинської ДРЕС. Згодом у м. Інта (Комі АССР) — хормейстером будинку культури шахти «Западная», вихователем ПТУ № 13 та вчителем позакласної роботи СШ № 3. З 1975 по 1999 — викладач по класу бандури ДМШ No2 м. Івано-Франківська та погодинно працювала в Інституті культури Прикарпатського університету ім. В.Стефаника по класу бандури. З 2005 перейшла на посаду доцента кафедри мистецьких дисциплін педагогічного інституту Прикарпатського національного університету ім. В. Стефаника.
Як заслужений працівник культури України (1998) захистила науково-методичні посібники, методичні рекомендації, наукові публікації в наукових журналах, виступах на конференціях, за що отримала атестат доцента (Київ, 2005). Творчий шлях розпочала з 1966. З 1966 по 1971 — керівник ансамблю бандуристів педагогічного інституту ім. В. Стефаника.
Нагороджена дипломом І ступеня на конкурсі художньої самодіяльності ВНЗ України в м. Києві. У 1972—1974 — художній керівник хору «Діпроміст» м. Івано-Франківська. В 1975—1977 — художній керівник хору проектно-конструкторського технологічного інституту м. Івано-Франківська. В 1977 організувала і керувала відомим на Прикарпатті тріо «Срібний передзвін». Цей колектив виступав на багатьох сценах України та за її межами, зокрема, в містах Новгород, Київ, Москва, а також у Румунії, Чехословаччині, Югославії, Англії, Канаді. Тріо нагороджене Дипломами і медалями фестивалю Придунайських земель у Югославії (1981). Особисто як керівник була нагороджена двома медалями Лауреата Всесоюзного фестивалю народної творчості. З 1999 працює керівником народної аматорської капели бандуристів Центрального Народного дому м. Івано-Франківськ.
За високі творчі здобутки в роботі колектив неодноразово нагороджувався грамотами та подяками обласної та міської держадміністрацій. Капела бандуристів є лауреатом обласного фестивалю, присвяченого 190-й річниці від дня народження Т. Г. Шевченка, лауреатом та володарем Диплому Вищого ступеня IV Всеукраїнського фестивалю «Дзвени бандуро» (м. Дніпропетровськ, 1999), отримала Диплом переможця Х міжнародного фестивалю фольклору (м. Стрегом Польща, 2001). На Х міжнародному фольклорному фестивалі «Коломийка-2002» колектив одержав Диплом лауреата І ступеня (Коломия, 2002), став дипломантом обласного фестивалю оркестрів народних інструментів «Кобзареві струни» (м. Рожнятів, 2003). Нагороджена капела Дипломом лауреата ХІ Всеукраїнського фестивалю кобзарського мистецтва «Дзвени, бандуро» (Ялта, 2006), Дипломом ІІ ступеня міжнародного фестивалю «Дзвени, бандуро» (Дніпропетровськ, 2008), Дипломом VI фестивалю кобзарського мистецтва ім. Ю.Сінгалевича (Львів, 2008). В 2005 капела бандуристів отримала статус муніципальної.

## Нагороди та відзнаки
- За особисті заслуги М. Шевченко нагороджена Знаком ВЦСНС за досягнення в самодіяльному мистецтві (1985);
- Медаль «Ветеран праці» (1987);
- занесена на міську дошку пошани (1988);
- Почесна грамота Президії Верховної Ради УРСР (1988);
- «Заслужений працівник культури України» (1998);
- Відзнака Президента України — ювілейна медаль «25 років незалежності України» (2016).[1]

## Твори
- Шевченко М. О. Методика роботи з ансамблем бандуристів. — Івано-Франківськ: Плай, 2003. — 56 с.;
- Шевченко М. О. Задзвенімо разом браття. Збірник творів для капели бандуристів. — Івано-Франківськ: Плай, 2004. — 171 с.;
- Шевченко М. О. Методичноорганізаційна робота з гуртком (ансамблем) бандуристів у загальноосвітній школі. — Івано-Франківськ: Плай. 2008, — 28 с.;
- Шевченко М. О. З історії бандурного мистецтва на Прикарпатті. / Збірка наукових статей за матеріалами міжнародної науково-практичної конференції «Бандурне мистецтво ХХ століття: тенденції та перспективи розвитку». Київ, 2006;
- Шевченко М. О. Специфіка роботи з мішаною капелою бандуристів. / Проб леми педагогіки мистецтва. Серія: кобзарське мистецтво. — Ялта: РВНЗ Кримський гуманітарний університет, 2007, — Вип.2. — С.132-142.
- Шевченко М. О. Шевченкіана в репертуарі муніципальної капели бандуристів м. Івано-Франківська.// Тарас Шевченко і кобзарство. Матеріали міжнародної науково-практичної конференції 14.016 квітня 2010 р. — Львів, 2010. — С.138-144.